# Schwenkkran
Ein Schwenkkran ist eine spezielle Bauform eines Krans, bei dem der Ausleger um eine vertikale Achse geschwenkt werden kann. Schwenkkrane werden häufig für den innerbetrieblichen Materialumschlag in Werkstatten, Fertigungsstraßen und Lagerhallen eingesetzt.

## Aufbau und Funktionsweise
Ein typischer Schwenkkran besteht aus den folgenden Hauptkomponenten:
- Säule oder Wandkonsole: Trägerstruktur des Krans, freistehend (Säulenschwenkkran) oder wandmontiert (Wandschwenkkran)
- Ausleger: Horizontaler Träger, an dem das Hebezeug entlangfährt
- Hebezeug: z. B. Seilzug oder Kettenzug
- Schwenkmechanismus: Ermöglicht das Drehen des Auslegers, manuell oder motorisch

## Typen

### Säulenschwenkkran

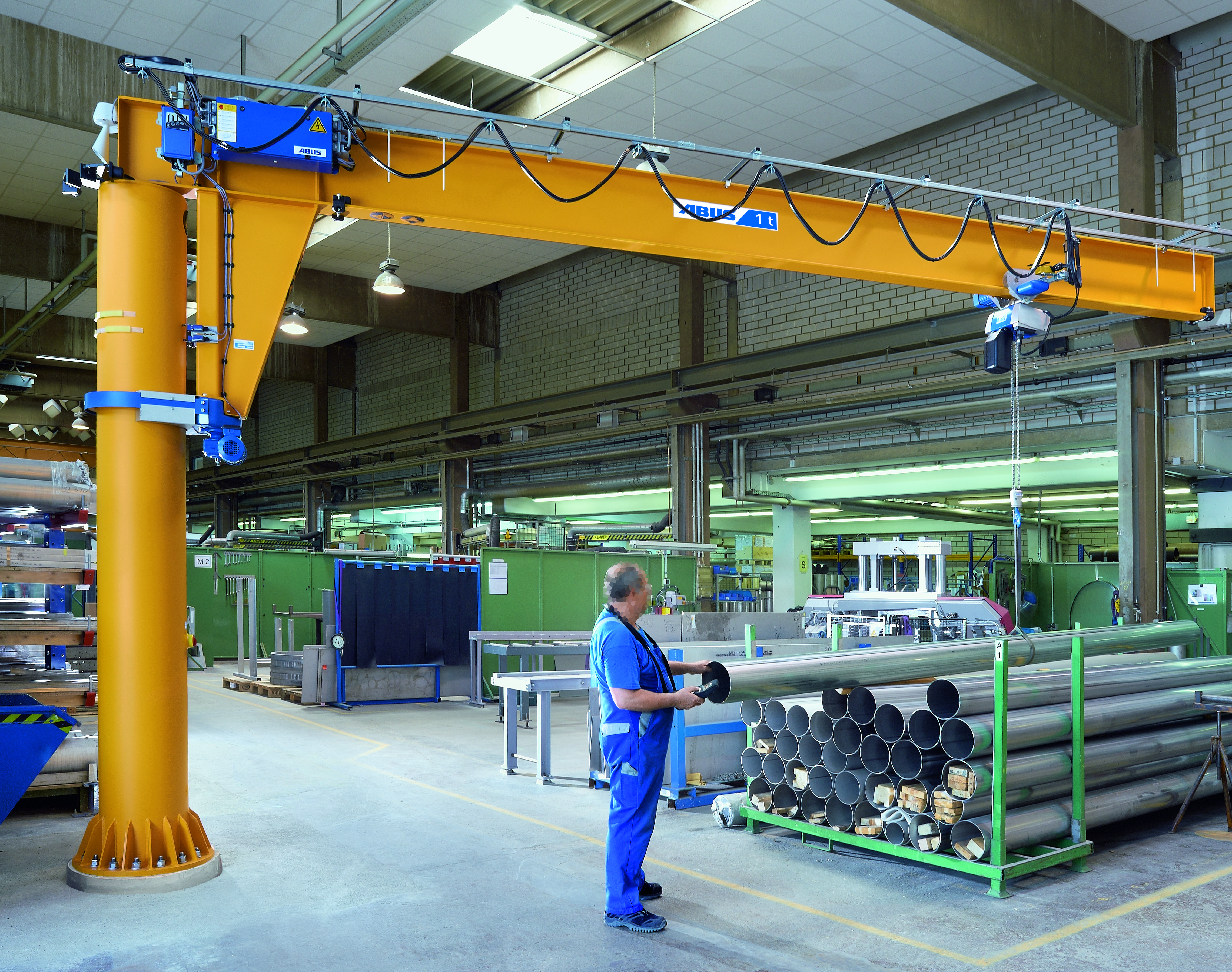
Säulenschwenkkran. Säule, Ausleger mit Konsole und Schwenkantrieb, Laufkatze und Stromzuführung

Der Säulenschwenkkran wird auf dem Boden montiert. Er ermöglicht große Schwenkbereiche (bis zu 360°) und höhere Tragfähigkeiten. Er eignet sich besonders für den industriellen Dauereinsatz.

### Wandschwenkkran
Der Wandschwenkkran wird an tragfähigen Gebäudestrukturen befestigt. Er ist platzsparend und besonders in kleineren Werkbereichen oder bei begrenztem Raum sinnvoll.

## Einsatzgebiete
Schwenkkrane werden in vielen Industriezweigen eingesetzt, unter anderem:
- Maschinenbau
- Automobilindustrie
- Logistik
- Metallverarbeitung
- Instandhaltung und Reparatur

## Vorteile
- Geringer Platzbedarf
- Ergonomisches und sicheres Heben von Lasten
- Einfache Bedienung
- Präzise Lastpositionierung
- Hohe Flexibilität im Arbeitsbereich